# Te Contei?
Te Contei? é uma telenovela brasileira produzida e exibida pela TV Globo de 6 de março a 1º de setembro de 1978, em 151 capítulos. Substituiu Sem Lenço, sem Documento e foi substituída por Pecado Rasgado. Foi a 21ª "novela das sete" exibida pela emissora.
Escrita por Cassiano Gabus Mendes e dirigida por Régis Cardoso e Dennis Carvalho,
Teve Luiz Gustavo, Maria Cláudia, Susana Vieira, Hélio Souto, Célia Biar, Reinaldo Gonzaga, Heloísa Millet, Fausto Rocha, Maria Della Costa, Eva Todor, Fernando José, Rosita Thomaz Lopes, Suzy Arruda, Mauro Mendonça, Ilka Soares, Esther Góes, Dennis Carvalho e Wanda Stefânia nos papéis principais.

## Enredo
A história começa a partir de Sabrina Bueno. Ela é uma jovem cleptomaníaca, filha de Hilda e Frederico, conhecido como Fred, um fino casal da alta sociedade carioca que ignora sua compulsão por roubar, bem como seus irmãos Alexandre, conhecido como Alex, e Wagner. Outro segredo de Sabrina é que ela leva vida dupla, por isso aluga um quarto na pensão de Lola, no subúrbio da cidade, onde finge ser uma pessoa modesta à procura de emprego. É através desses dois universos distintos vividos por Sabrina que se desenrolam as tramas paralelas da história.
No universo rico, tem-se os pais de Sabrina: Hilda e Fred. Hilda é uma mulher fina e elegante preocupada tão somente com as aparências e os mexericos da alta sociedade; Já Fred é um homem maduro que, tornou-se rico com sua gráfica e, depois de muito trabalhar, passou a responsabilidade aos filhos para aproveitar a vida ao lado da esposa, frequentando festas e eventos sociais. E os irmãos: Alex e Wagner. Alex, mais parecido com a mãe, é um bon-vivant que assume o comando da gráfica do pai e, por imposição dele e da mãe, casa-se com a sofisticada Adelita, mais velha que ele, mesmo amando a pobre Luciana. Apesar do comportamento imaturo, preocupa-se com a infelicidade de Adelita com o casamento; Já Wagner, ao contrário do irmão, é centrado e determinado que também trabalha na gráfica do pai. Namora a bela Mônica.
No universo pobre, tem-se a dona da pensão, Lola, uma espanhola que vive se intrometendo na vida de todos os hóspedes. Depois que enviuvou, passa a ser cortejada por Seu Totó, velho aposentado e metido a galanteador. Além disso, Lola é mãe de Shana, jovem batalhadora e de temperamento forte que luta para progredir na vida.
Um dos hóspedes da pensão é Léo. Apesar de ter ficado cego aos 14 anos, é um rapaz bem-humorado que aproveita a vida ao máximo. Fica dividido entre o amor de Sabrina e Shana. Tem como melhor amigo o sapeca Zito, fruto de uma traição do marido de Lola com a empregada da pensão. Com a morte de ambos, o menino acabou sendo criado por Lola e Shana, por quem tem profunda admiração. Zito ajuda Léo a vender enciclopédias.
Luciana, moça humilde, também vive na pensão de Lola. É amiga de Shana e, determinada, abandonou seu noivo, o rico Rogério Mendonça, para viver ao lado do seu grande amor, Alex. Luciana sofre uma decepção quando descobre que Alex vive casado com Adelita.
Rogério também fica magoado com o rompimento de Luciana. Homem rico, viúvo e proprietário de uma metalúrgica, é pai de Joca, apelido de João Carlos, jovem rebelde e problemático que foi contra o relacionamento dele com Luciana. Muito conhecido nos círculos sociais, Rogério é amigo de Fred e Hilda, bem como de Ana Paula, solteirona e apaixonada que sonha em casar-se com ele. É irmã do charmoso Jorge, estudante de Publicidade que nutre uma paixão não correspondida por sua amiga de infância Sabrina.
Outra moradora da pensão é Alice, moça alegre e engraçada que divide o quarto com Luciana. Trabalha num supermercado e gosta de ler livros para Léo e Zito nos dias de folga. Durante a trama, envolve-se com o mecânico Edu, também morador da pensão, moço divertido e sonhador que pretende conquistar sua independência profissional. Porém, Alice se apaixona e decide transformar Tuta, morador da pensão que trabalha como auxiliar de tratador de cavalos no Jóquei Clube. Além disso, é tímido e enfrenta dificuldades para se comunicar com as pessoas.
A trama ainda conta com mais dois núcleos: no universo rico, a frequentada boutique de moda de Helena, onde Shana trabalha; e no universo pobre, a oficina mecânica de Pedro, onde trabalha Edu.
Helena, dona de uma boutique na Zona Sul do Rio de Janeiro, é uma viúva bonita e vaidosa que provoca os homens com seu charme. É filha de Esther, senhora vivida e desaforada que diz sempre a verdade doa a quem doer, e mãe de Mônica, estudante compreensiva e inteligente. A relação de Helena com sua filha Mônica torna-se complicada quando a moça é deixada por Wagner que se interessa e engata um romance com Helena, sem saber que se tratam de mãe e filha. Trabalham com Helena Shana e a romântica Elisa, moça honesta que sonha em ser modelo. Elisa é filha de Laura, perua falida que tenta contornar sua péssima situação financeira com muita espiritualidade. Melhor amiga de Hilda, Laura é a única que compreende os problemas de Sabrina.
Em dado momento da história, Laura hospeda em sua casa uma velha amiga: a empresária Magda Leão que, depois da morte do marido e do paradeiro do seu filho, passou quase 20 anos na Europa sob tratamento médico, na tentativa de atenuar a carência afetiva do único filho. Agora, volta ao Brasil disposta a encontrá-lo e vem acompanhada por Vitório, seu sobrinho, moço gentil e afetuoso que logo se interessa por Elisa. Através da amizade entre Laura e Sabrina, Magda descobre, emocionada, que seu filho fora abandonado e ficara cego, passando a ser conhecido como Léo.
Pedro, dono de uma oficina mecânica vizinha a pensão de Lola, é um homem bronco e sem muita instrução que está sempre a proteger sua irmã Rita, com quem vive em atrito, uma jovem estudante que adora namorar e se divertir; e a sua tia Carmela, senhora carinhosa e conciliadora que tem sempre uma palavra amiga para os sobrinhos e ainda cria a órfã Maria Angélica, a quem ensina a ler e escrever. Rita se envolve com Joca, para ira do irmão, mas vive brigando com Edu, por quem acaba se apaixonando. Através do namoro de Rita e Joca, Pedro tem acesso à alta sociedade, mesmo com seu jeito grosseiro, e reconhece sua antiga paixão de juventude: Laura, com quem reata e quem se dedica à alfabetizá-lo e ensiná-lo a se comportar em sociedade.
Enquanto encontros e desencontros amorosos se sucedem, vários personagens passam a receber cartas perfumadas e apaixonadas, porém anônimas.

## Elenco
| Interprete          | Personagem                      |
| ------------------- | ------------------------------- |
| Luiz Gustavo        | Léo                             |
| Maria Cláudia       | Shana                           |
| Wanda Stefânia      | Sabrina Bueno                   |
| Dennis Carvalho     | Alexandre Bueno (Alex)          |
| Susana Vieira       | Luciana                         |
| Mauro Mendonça      | Rogério Mendonça                |
| Esther Góes         | Adelita Bueno                   |
| Ilka Soares         | Helena                          |
| Hélio Souto         | Pedro Lobato                    |
| Célia Biar          | Laura                           |
| Reinaldo Gonzaga    | Wagner Bueno                    |
| Heloísa Millet      | Mônica                          |
| Fausto Rocha        | Jorge                           |
| Maria Della Costa   | Ana Paula                       |
| Eva Todor           | Lola                            |
| Fernando José       | Frederico Bueno (Fred)          |
| Rosita Thomaz Lopes | Hilda Bueno                     |
| Suzy Arruda         | Magda Leão                      |
| Kito Junqueira      | João Carlos Mendonça (Joca)     |
| Elizângela          | Rita de Cássia Lobato (Ritinha) |
| Osmar Prado         | Eduardo (Edu)                   |
| Terezinha Sodré     | Alice                           |
| Ricardo Blat        | Tuta                            |
| Norma Geraldy       | Dona Esther                     |
| Brandão Filho       | Seu Totó                        |
| Dinorah Marzullo    | Dona Carmela Lobato             |
| Mário Cardoso       | Vitório Leão                    |
| Leila Cravo         | Elisa                           |
| Luiz Carlos Niño    | Zito                            |
| Gláucia Souza       | Maria Angélica                  |

### Participações
| Interprete       | Personagem                                                           |
| ---------------- | -------------------------------------------------------------------- |
| Ana Maria Sagres | Florinda (antiga empregada de Lola, amante de Deodato e mãe de Zito) |
| Lídia Iório      | Tutila (empregada de Helena)                                         |
| Luiz Puccini     | Deodato (marido de Lola, pai de Shana e Zito)                        |
| Miriam Pires     | Madame Juju (dona de uma loja de cosméticos onde Sabrina trabalha)   |
| Raphael Bezerra  | Dr. Noronha (psicólogo de Adelita)                                   |
| Walter Cruz      | Luiz (amigo de Magda)                                                |

## Exibição
Foi reexibida pelo Vale a Pena Ver de Novo de 11 de maio a 6 de novembro de 1981, substituindo A Sucessora e antecedendo Cabocla, em 125 capítulos. Foi a primeira novela das sete reprisada na faixa.

## Curiosidades
- A essência era a mesma de Locomotivas, novela do mesmo autor e diretor, apresentada no mesmo horário com elenco semelhante, no ano anterior. Apesar de tudo, Te Contei? não conseguiu repetir o sucesso daquela novela.[7]
- Te Contei? não passava de encontros e desencontros amorosos. O grande mistério da história era a identidade do autor que distribuía cartas amorosas anônimas, fato que movimentou os personagens e os telespectadores, impulsionando a audiência da novela. No final, descobre-se que a autora das cartas era Mônica. A moça começou enviando cartas para a mãe, Helena, pois tinha ciúmes e inveja de sua beleza e charme. Mônica apreciou a brincadeira e passou a enviar cartas a todos que conhecia.[7]
- As cenas externas de Te Contei? foram gravadas na Barra da Tijuca e na Gávea, no Rio de Janeiro. Para as gravações em estúdio, foram criados 22 ambientes.[13]
- O texto de Te Contei? foi exportado para o Chile, onde foi produzido e exibido pelo Canal 13 com o título ¿Te conté? em 1990, onde fez grande sucesso comparado à versão original. Em 2011, o texto foi adaptado para o México com o título Ni contigo ni sin ti, esta sem grande exito.
- A abertura foi mudada no decorrer da trama pela ação da Censura e passou de um grupo de telefonistas em ação para uma moça que chamava a atenção de todos ao passar pela praia de Ipanema, no Rio de Janeiro.[7] A música de abertura da novela, Te Contei?, foi marcante. Sônia Burnier cantava: “Você se lembra daquela sirigaita, que tentou roubar o meu marido? Te contei, não? O marido dela agora está comigo”.[5]
- Dennis Carvalho acumulou as funções de ator e diretor da novela.[3]
- O ator Luis Gustavo conta que nos capítulos iniciais da trama não estava satisfeito com a composição do personagem, o cego Léo. Em determinado momento, ainda nos primeiros dias de gravação lembrou-se de um antigo amigo, portador de deficiência visual, de quem tirou inspiração. Para o ator, Léo está na lista de seus melhores personagens, junto com o detetive Mário Fofoca da novela Elas por Elas (1982).
- A moça da segunda abertura era a modelo Lenilda Leonardi, que ganhou notoriedade e as capas das revistas.[7]
- A temática envolvendo a cleptomania foi abordada novamente 27 anos depois por Glória Perez em América, exibida em 2005. A personagem Haydée, interpretada por Christiane Torloni sofria do transtorno.[14]

## Trilha sonora

### Nacional
Capa: Logotipo da Novela
| N.º | Título                         | Música             | Personagem        | Duração |  |
| 1.  | "Só Você (Por Você, Sem Você)" | Lady Zu            | Sabrina           |         |  |
| 2.  | ""Cara de Pau""                | Ana e Angela       | Léo               |         |  |
| 3.  | "Longas Conversas"             | Hermes Aquino      | Rogério           |         |  |
| 4.  | "Black Coco"                   | Painel de Controle | Léo               |         |  |
| 6.  | ""Te Contei?""                 | Sonia Burnier      | Abertura          |         |  |
| 7.  | "Foi Assim"                    | Fafá de Belém      | Ana Paula e Pedro |         |  |
| 8.  | "Solidão"                      | Rosemary           | Alex e Adelita    |         |  |
| 9.  | ""De Mim Pra Você""            | Secos e Molhados   | Edu e Rita        |         |  |
| 10. | "Agarre Seu Homem"             | Silvio Cesar       | Shana             |         |  |
| 11. | "Não Consigo"                  | Impacto            | Léo e Sabrina     |         |  |
| 12. | ""Desencontro""                | Vanusa             | Alex e Luciana    |         |  |

### Internacional
Capa: Lenilda Leonardi
| N.º | Título                             | Música            | Personagem      | Duração |  |
| 1.  | "Dance a Little Bit Closer"        | Charo             | Alice e Tuta    |         |  |
| 2.  | "How Deep Is Your Love"            | Bee Gees          | Léo e Sabrina   |         |  |
| 3.  | "Everybody Dance"                  | Chic              | Laura e Pedro   |         |  |
| 4.  | "Selfpity"                         | Lucifer           | Ana Paula       |         |  |
| 5.  | "Run Away"                         | Loleatta Holloway | Joca            |         |  |
| 6.  | "When I Looked At Your Face"       | Jodie Foster      | Wagner e Helena |         |  |
| 7.  | "Surprise"                         | Manchester        | Sabrina e Jorge |         |  |
| 8.  | "Easy To Love"                     | Leo Sayer         | Edu e Rita      |         |  |
| 9.  | "Just The Way You Are"             | Billy Joel        | Alex e Adelita  |         |  |
| 10. | "It's a Heartache"                 | Bonnie Tyler      | Luciana         |         |  |
| 11. | "El Amor Entre Tu y Yo"            | Nydia Caro        | Shana           |         |  |
| 12. | "Keep Doin' It"                    | Showdown          | Mônica          |         |  |
| 13. | "Loving You Seemed To Be So Magic" | Atlantic Boys     | Rogério         |         |  |
| 14. | "Revoir"                           | Art Sullivan      | Fred e Hilda    |         |  |